# Sins of a Solar Empire
Sins of a Solar Empire ("Pecados de un imperio solar", en inglés) es un videojuego de estrategia en tiempo real con una temática de ciencia ficción creado por Ironclad Games y producido por Stardock Entertainment para Microsoft Windows. El videojuego fue lanzado en febrero del 2008 y la primera expansión, llamada Entrechment, fue lanzada únicamente mediante distribución digital en febrero del 2009. Sin embargo, el videojuego base no se comercializó en España en formato físico hasta marzo de 2009, por Nobilis Ibérica.

## Sistema de juego
Sins of a Solar Empire es un singular juego de estrategia en tiempo real que conjuga sutilmente aspectos de estrategia épica y combate táctico para dar lugar a un subgénero que ya empieza a conocerse como RT4X. Una vasta galaxia repleta de enigmáticos aliens, naves espaciales colosales y planetas gigantescos cobra vida gracias a unos gráficos 3D asombrosos, un sentido de las proporciones sin precedentes y una banda sonora de calidad cinematográfica. El juego te ofrece la oportunidad de explorar y conquistar planetas vecinos y sistemas solares lejanos utilizando la fuerza bruta, la astucia, la diplomacia, tus conocimientos de economía y los últimos avances tecnológicos.

### Recursos y estructuras
Los tres recursos principales que se deben recolectar en el juego son: créditos, metal y cristal. Los tres son comunes a todas las razas. Los créditos son la divisa que se maneja en la galaxia y, básicamente, algo que se necesitará en mayor o menor cantidad para cualquier cosa que se pretenda llevar a cabo. Los créditos se generan principalmente a partir de los impuestos cobrados a la población de los planetas, pero también gracias al comercio o mediante los saqueos a otros imperios. Igualmente se consiguen con acciones que son únicas de cada raza. El metal, por su parte, se extrae de los asteroides ricos en mineral que orbitan en torno a planetas (especialmente los volcánicos)y otros cuerpos celestes, o bien en cinturones de asteroides. Este recurso se utiliza mayoritariamente para la construcción de naves espaciales y estructuras básicas. Por último, el cristal es el recurso más escaso de los tres. Al igual que el metal, el cristal se extrae de ciertos asteroides, cuya concentración abunda especialmente en los planetas árticos. Se destina a la investigación tecnológica y a la construcción de naves insignia. 
Para extraer metal y cristal de los asteroides, se necesita construir extractores de recolección. Cada asteroide dispone de una cantidad infinita de un tipo concreto de recurso. El nivel de extracción puede aumentarse mediante la investigación o construyendo refinerías especiales en órbita. 
Además, el juego ofrece a los jugadores la posibilidad de comprar o vender metal y cristal a cambio de créditos en el Mercado Negro, a tiempo real. No obstante, la venta o compra en exceso de un recurso puede hacer fluctuar el precio bajo la ley de la oferta y la demanda.
Existe, empero, un límite en la cantidad de naves que el jugador puede construir, el cual viene representado por el suministro de la flota. Cada facción comienza con 100 puntos de suministro de la flota, o lo que es lo mismo, la cantidad básica que cada raza puede controlar sin investigación adicional. Cada nave consume una cierta cantidad de puntos, siendo las fragatas las más económicas, y las naves insignia las que más puntos requieren. Una vez se alcanza el máximo de puntos de flota, no podrá construirse ninguna nave más. 
Además del suministro de la flota, las naves insignia requieren de comandantes especiales antes de poder ser construidas. Cada jugador comienza con la posibilidad de crear una nave insignia de forma gratuita. Si se desea construir naves insignia adicionales, el jugador deberá investigar progresivas tecnologías de entrenamiento avanzadas. 
Los jugadores pueden mejorar las características de los planetas o construir estructuras orbitales. Estas últimas se dividen en "logísticas" y "tácticas". Entre las estructuras logísticas se incluyen las fábricas de naves, los laboratorios de investigación civil y militar o los centros de retransmisión; por su parte, dentro de las estructuras tácticas se engloban especialmente las de carácter defensivo: torretas, hangares de cazas, inhibidores de salto fásico o generadores de escudos planetarios. Cada civilización puede construir una estructura de ataque masivo interplanetario que produce efectos devastadores sobre los planetas enemigos. Por ejemplo, los TEC disponen del cañón Novalith, que dispara una poderosa cabeza nuclear. El Advenimiento [Advent] posee el Motor de Liberación, que provoca una gran propagación cultural sobre el planeta objetivo con el fin de producir levantamientos de masas en todo el planeta. La civilización Vasari cuenta con el Cañón Kostura, que dispara un pulso electromagnético capaz de destruir naves o estructuras en la órbita de un planeta.
En la primera microexpansión, Entrenchment, se añadió una super-estructura defensiva para cada facción, conocida como base estelar. Se construyen mediante naves especiales y requieren de una gran inversión en coste y tiempo para ser ensambladas, pero, una vez construidas, suponen un poderoso sistema de defensa planetaria. Pueden mejorarse y personalizarse con un número limitado de actualizaciones, algunas de las cuales necesitan ser investigadas previamente. Cada facción cuenta con una base estelar particular, tanto en apariencia como en mejoras disponibles, a excepción de unas pocas comunes.

### Objetos celestes y anomalías
Hay cuatro tipos de planetas colonizables en el juego y dos tipos de asteroides. Los planetas de tipo terrestre son los más adecuados para la habitabilidad y asimismo son los que más población pueden albergar. Además poseen una equilibrada cantidad de recursos de metal y cristal. Los planetas desérticos no tienen tanta población pero lo compensan con un mayor número de asteroides de cristal y metal. Los planetas helados tienen una población menor que los desérticos y en ellos abundan el cristal. Los planetas volcánicos son los que menos población tienen pero lo compensan con una gran abundancia de metal. Los asteroides pueden contener metal o cristal. Tienen un número muy limitado de espacios para estructuras tácticas y logísticas. Algunos asteroides carecen de recursos y solo se pueden construir estructuras tácticas. El jugador debe interconectar estos planetas creando rutas comerciales, utilizando la fuerza y el poder de sus naves o por la influencia de su cultura a través de la propaganda, lo que puede producir una rebelión en los planetas a favor del jugador.
Existen otras anomalías espaciales diferentes que pueden suponer una alteración a la correcta navegación de las naves. Los cinturones de asteroides causan daños leves a las naves. En cambio, los cúmulos de gases que desprenden los gigantes de gas sí pueden causar daños graves. Las tormentas solares desestabilizan las reservas de antimateria de las naves, reduciendo su capacidad, mientras que la radiación solar que producen las estrellas aumenta su regeneración pero ralentiza el movimiento de las naves. Los desechos las naves destruidas pueden ser recolectados por los buques extractores. Las nubes de electrones que merman las capacidades de los buques. Los agujeros de gusano enlazan dos zonas de un sistema y que pueden ser atravesados una vez se consigue la tecnología adecuada. Por último las tormentas de plasma similares a las solares pero más peligrosas.

### Diplomacia y recompensas
Las opciones diplomáticas del juego permiten a los jugadores crear y romper alianzas con sus enemigos o aliados sin que el resto de jugadores lo conozca. Los jugadores pueden comerciar con recursos, establecer rutas comerciales entre las facciones, alterar los niveles de oferta y demanda en el mercado negro para dificultar el provecho que puedan hacer de ello los enemigos, y realizar misiones para los aliados controlados por la IA, como destruir un número determinado de estructuras enemigas. A cambio, las relaciones entre las dos civilizaciones mejorarán progresivamente, pudiendo llegar a tratados de no agresión, de comercio, de visión conjunta de naves o de flota.
Algunos asteroides están habitados por los piratas espaciales, que atacarán planetas desprotegidos con una poderosa fuerza de pillaje. Durante la fase inicial del juego, los jugadores pueden sobornar con recursos a los piratas para forzar que ataquen a otros jugadores.

### Árboles tecnológicos
Cada facción cuenta con dos árboles tecnológicos divididos entre mejoras militares y civiles. Estos a su vez se bifurcan en tres categorías específicas de cada árbol. El árbol de tecnología militar contiene actualización de los cascos de las naves, de los escudos, desbloqueo de nuevos buques o estructuras defensivas. El árbol civil contiene mejoras para la recolección de recursos, nuevos edificios civiles, mejoras diplomáticas y mejoras planetarias. Dentro de cada planeta hay artefactos escondidos que contienen bonos únicos y poderosos. El jugador puede emplear una pequeña cantidad de sus recursos para buscar en sus planetas. Al ser encontrados, se informa a todos los demás jugadores de su ubicación pero no de su tipo.
En la primera microexpansión, Entrenchment, la distribución de tecnologías por árbol tecnológico experimentó una importante remodelación debido a la inclusión de un nuevo árbol tecnológico especializado en la defensa. En él, se investigan los conocimientos relacionados con la construcción y mejora de bases estelares, así como la de otros sistemas armamentísticos destinados a la defensa planetaria, muchos de los cuales fueron importados del antiguo árbol militar.
La segunda microexpansión, Diplomacy, de nuevo volvió a introducir un importante rediseño en el árbol de tecnologías al añadir uno nuevo llamado "Diplomacia", orientado a potenciar las relaciones con el resto de faciones. En él, se investigan los conocimientos relacionados con la construcción de las nuevos cruceros diplomáticos, la posibilidad de ofrecer misiones a otras facciones y piratas, exigir y regalar recursos, o desarrollar determinados pactos bilaterales, entre otros. Varias de estas investigaciones fueron importadas del antiguo árbol civil.

### Unidades
Hay cuatro clases principales de naves en el juego: cazas, fragatas, cruceros, y naves insignia. Los cazas son las naves más pequeñas del juego. Sólo pueden ser controlados en escuadrones y se construyen en los hangares planetarios, en las naves insignia y en algunas naves especiales. Las fragatas militares son las más pequeñas unidades que el jugador puede construir individualmente y componen la mayor parte de las flotas. Sus funciones principales pueden dividirse básicamente en combate de primera línea, asedio planetario, y ataque de largo alcance. Los cruceros y las naves especializadas desempeñan, por lo general, un papel de apoyo a las flotas. Las naves insignia, por su parte, tienen la capacidad de acumular experiencia y subir de nivel en el combate. Por cada aumento de nivel se ofrece la posibilidad al jugador de mejorarla con una habilidad a elegir de entre tres disponibles (más una adicional que se desbloquea en niveles superiores), potenciando así sus sistemas ofensivos y defensivos. Existen cinco clases de naves insignia: acorazadas, portanaves, colonizadoras, de asalto a larga distancia, y de apoyo. Cuando una nave insignia se halla en el pozo gravitatorio de un planeta ralentiza el avance de la propaganda cultural del enemigo en ese planeta. Las habilidades especiales de cada nave pueden ser activas o pasivas, y, de ese modo, afectar a su flota o a la enemiga.

### Multijugador
Los jugadores pueden participar en el modo multijugador contra un único adversario o como parte de un equipo a través de un sistema de juego en red creado por Ironclad o mediante la creación de una red local. La mayoría de la actividad en red del multijugador procede de Estados Unidos y la Unión Europea. A menudo, los jugadores crean partidas 5 contra 5. Aunque el juego no descarga automáticamente mapas personalizados, los jugadores pueden elegir manualmente descargar los mapas, según sea necesario.

## Razas

### Coalición Emergente de Comerciantes (TEC)
La Coalición Emergente de Comerciantes se remonta hace 1000 años, impulsada por los colonos cuando económicamente se unieron y establecieron un orden comercial interplanetario. Impulsados por un estricto código de los derechos económicos, morales y principios de comportamiento, la Orden comenzó a expandirse agresivamente en el resto del espacio exterior, convirtiéndose en una formidable fuerza industrial y comercial. Aparte de los principios básicos de la Orden, cada uno de los planetas miembro era capaz de mantener sus propios intereses y la cultura. Durante este periodo formativo, una expedición descubrió una colonia remota con científicos y las prácticas sociales que fue consideraba inmoral y contra el código de Comercio. Como castigo, la colonia de personas fueron exiliados por la fuerza de su mundo y del espacio conocido.
Durante el milenio siguiente, la Orden de Comercio prosperó y la humanidad entró en una nueva edad de oro. La guerra se había olvidado, con disputas en los tribunales y naves dedicada exclusivamente al comercio. Después de casi un millar de años de paz, el Imperio Vasari llegó y se encontró al imperio TEC indefenso ante su ataque. Después de la caída de su dinastía gobernante, la Orden de Comercio suspendió su programa y se reorganizó en la Coalición de Emergencia de Comerciantes para aprovechar los recursos colectivos de los planetas para producción militar y así defenderse de los Vasari. Una década después, la colonia que la Orden de Comercio había exiliado hace siglos volvió como el Adviento, una sociedad de poderosos psíquicos con tecnología avanzada. En busca de venganza por el crimen en contra de sus antepasados, el Adviento abrió un segundo frente, dejando al TEC con dos enemigos a combatir y un futuro incierto. 
La TEC utiliza naves de fuerte blindaje prestando especial atención a la balística militar. A la hora de colonizar, optan por planetas de condiciones similares a la Tierra, donde puedan alcanzar grandes niveles de población e investigación, y todas aquellas bonificaciones que proporcionan este tipo de planetas. Fieles a su tradición, la TEC prefiere centrarse en el comercio y la recolección de recursos, y por ello es capaz de producir naves y estructuras más baratas, y de acelerar los procesos de investigación en los árboles de tecnología. La civilización TEC tarde la investigación, la Economía y de Relaciones Exteriores Generalizados Sabotaje, da la facción enemiga de todos los ingresos y gastos disminuye drásticamente enemigo imperios' buque tasas de producción. También tienen la posibilidad de iniciar huelgas insurgencia rebelde enemigo de los imperios (e incluso piratas) en su caso la investigación se ha llevado a cabo.

### Advenimiento
El Advenimiento fue originalmente una secta religiosa de los seres humanos que buscó en el borde del espacio mucho antes de la Orden de Comercio. Con el tiempo, hicieron importantes avances en las técnicas a través de neuroquímicos psionicos e implantes, y creó una sociedad llamada "La Unión". Cuando fueron descubiertos por la Orden de Comercio, sus prácticas fueron tachadas de perversas, y la secta fue exiliada al borde del espacio conocido. Con el paso de los años, la secta continuó su ritmo de investigación, el desarrollo de "Psitecnologia" y otras tecnologías que superó ampliamente a la de la Orden. Un milenio después de su humillación, la secta volvió como el Advenimiento causando la venganza al TEC y obligando a la humanidad a unirse para combatirla.
El Advenimiento usa buques baratos con ligero blindaje. Sus armas son casi exclusivamente con base de energía como laseres y armas de plasma. Algunas unidades tienen habilidades especiales psionicas. Sus buques son elegantes con un diseño limpio y cuidado, a diferencia de los diseños más utilitario favorecida por el TCE. El Advenimiento prefieren planetas desérticos debido a su historia, y la investigación civil es una de sus prioridades. Se puede difundir la cultura y su influencia en edificios como el templo de la comunión especializados más que otras civilizaciones en este campo.

### Vasari
La civilización Vasari es la única raza alienígena en el juego. El Imperio Vasari fue el más fuerte en la galaxia, formado por medios pacíficos y la asimilación de las razas primitivas brutalmente aplastadas por otras más avanzadas, convirtiendo a las poblaciones. Diez mil años antes de los acontecimientos del juego, los Vasari comenzaron a perder contacto con sus mundos. Convencido de las rebeliones y el sabotaje que acaecían, un contingente de la flota Vasari fue desplegada para restablecer el orden, pero nunca se supo nada más de ella. Los mundos fueron corrompiéndose, incluso el planeta natal de los Vasari. En su desesperación, la totalidad de la flota fue enviada a un salto a ciegas en lo que se ataca el Imperio. Sólo un único buque de guerra muy dañado sobrevivió, fue descubierto por una pequeña colonia de Vasari sobre el borde del Imperio.

### Piratas
La piratería es un problema constante en la galaxia. Aquellos que forman parte de la piratería no les importa a quien se ataque, ya que no tienen puntos de vista políticos sobre el tema, ellos solo van donde está el dinero. No tienen planeta específico, se encuentran en bases (colocadas en asteroides) en diferentes puntos de la galaxia.

## Motor del juego
Sins of a solar Empire ofrece una nueva dimensión y escala de las tecnologías actual que ofrecen grandes estrellas y planetas, junto a las estructuras orbitales, naves y espectaculares batallas en tiempo real. El juego presenta un motor gráfico que permite correr todas estas cosas en un ambiente con una espectacular iluminación, una dinámica para las estrellas, nubes de gas, láseres, etc.

## Personalización
Sins of s Solar Empire incluye varias características especiales como un editor de mapas que permite al jugador construir su propia partida tanto para el modo individual como para el multijugador. Las partidas el internet pueden ser guardadas para seguir jugando otro día. Además soporta la instalación de mods o modificaciones del juego original desarrolladas por la comunidad. Ironclad Games ha puesto a disposición de todos herramientas para dicha labor. 

## Contenido expansible
Tal como anunció Ironclad desde un principio, Sins of a Solar Empire contará con tres micro-expansiones para el juego principal, de las cuales las dos primeras se encuentran ya disponibles para su compra. Estas se podrán descargar de la página web oficial del juego mediante la plataforma de descarga digital Impulse. La primera expansión requiere tener el juego original instalado, mientras que, a su vez, esta última será necesaria para instalar la segunda expansión. Por el momento se desconoce si será necesario tener instaladas las dos primeras expansiones para poder ejecutar la tercera. Para poder jugar en multijugador los usuarios deben tener la misma expansión (y su versión correspondiente). Esta característica no podrá ser eliminada. 

### Entrenchment (El Afianzamiento)
En agosto del 2008 IronClad y Stardock anunciaron Sins of a Solar Empire: Entrenchment. La expansión incluía nuevas armas y plataformas de defensa. Originalmente estaba prevista para el 18 de noviembre de 2008, pero fue retrasada hasta el 25 de febrero de 2009, momento en que se comercializó únicamente a través de la plataforma de descarga digital Impulse.

### Diplomacy (Diplomacia)
El 26 de agosto de 2009 se anunció la segunda microexpansión. Sins of a Solar Empire: Diplomacy - tal y como sugiere el propio título - amplia el apartado de la diplomacia y las relaciones políticas y comerciales entre razas. Para poder instalarla, es necesario tener instalado el juego original y la expansión Entrenchment, actualizados respectivamente a la última versión. Diplomacy está disponible para su descarga digital desde el 9 de febrero de 2010.

### Trinity
El día 9 de diciembre Ironclad Games y Stardock Entertainment anunciaron el lanzamiento de una edición recopilatoria llamada Sins of a Solar Empire: Trinity que se lanzaría conjuntamente con la expansión Diplomacy. Ésta contiene el juego original y sus dos expansiones por un precio de $39.99, solo mediante descarga digital (salvo en EE. UU., donde también está comercializada en formato físico).

### Rebellion (Rebelión)
El 1 de marzo de 2011 Ironclad Games y Stardock Entertainment anunciaron que una tercera expansión Sins of a Solar Empire: Rebellion estaba en desarrollo. Según el comunicado oficial, este nuevo paquete de expansión se centrará en los episodios militares que siguen a la ruptura de paz conseguida entre los diferentes imperios en Sins of a Solar Empire: Diplomacy, y algunas de sus características más destacadas serán las siguientes: posibilidad de adherirse a la subfacción leal o rebelde (cada una con sus propias particularidades), el acceso a un nuevo árbol tecnológico, nuevas clases de naves insignia y cruceros, la aparición de los "Titanes", iluminación y efectos de partículas mejorados, nuevas condiciones de victoria, y una actualización para la plataforma en línea Impulse:: Reactor, que integrará nuevas funcionalidades para chat, amigos, logros y demás. Finalmente, se puso a la venta mediante descarga digital el 12 de junio de 2012.

## Recepción del juego
Sins of a Solar Empire tuvo muy buena acogida en general y ha recibido varios premios. The games holds lo puntuó con un 87.8% basándose en 45 comentarios en GameRanking, y consiguió un 88% en Metacritic sobre la base de 51 comentarios. Fue mencionado por Game Infomer y puntuado con un 9/10.
Han sido muchas las aclamaciones que ha recibido el juego hasta el momento, entre otras cosas, por su acertada mezcla de RTS y 4X, su preciso manejo de zum, y su rápida y sencillísima interfaz general. Especial reconocimiento merece su gran optimización, que le permite ejecutarse eficazmente tanto en ordenadores antiguos como modernos sin necesidad de sacrificar un gran nivel de detalles gráficos. Kane Ikin Alquimia, de SBS Radio, en su análisis comentó: "... Sins of a Solar Empire es un juego para un jugador que requiere concentración, con la satisfacción que supone una larga partida de ajedrez, y no está hecho para los que busquen partidas rápidas ...". Tras el parche 1.03, con un aumento de la velocidad de juego, este problema ha sido ligeramente mejorado, aunque las partidas con seis o más jugadores a veces pueden aún llevar cuatro horas o más finalizarlas.
El juego se adjudicó el título de "Mejor Juego de Estrategia del Año 2008" por X-Play y GameTrailers, y el título de "Mejor Juego de PC del Año" por IGN, Gamespot y Gamespy.

## Ventas
Brad Wardell -CEO de Stardock- declaró que, con un presupuesto de menos de $1,000,000 USD, en septiembre de 2008 se habían vendido más de 500.000 unidades del juego, siendo 100.000 las correspondientes a la edición digital (descarga). En el primer mes de su lanzamiento la cifra de ventas alcanzó los 200.000 ejemplares.